# Snowfall on Judgment Day
Snowfall on Judgment Day är det amerikanska progressiv metal-bandet Redemptions fjärde studioalbum. Albumet utgavs 28 september 2009 (6 oktober 2009 i USA) av skivbolaget InsideOut Music.

## Låtlista
1. "Peel" – 6:31
2. "Walls" – 6:57
3. "Leviathan Rising" – 6:42
4. "Black and White World" – 8:03
5. "Unformed" – 6:30
6. "Keep Breathing" – 7:37
7. "Another Day Dies" – 5:15
8. "What Will You Say" – 5:20
9. "Fistful of Sand" – 6:35
10. "Love Kills Us All / Life in One Day" - 11:00

Text & musik: Nick Van Dyk

## Medverkande
Redemption-medlemmar
- Ray Alder – sång
- Bernie Versailles – gitarr
- Nick Van Dyk – gitarr, keyboard
- Sean Andrews – basgitarr
- Chris Quirarte – trummor
- Greg Hosharian – keyboard

Bidragande musiker
- James LaBrie – sång (spår 7)

Produktion
- Tommy Hansen – producent, ljudtekniker, ljudmix, mastering
- Nick Van Dyk – producent, omslagsdesign
- Travis Smith – omslagskonst
- Valerie Quirarte, Gro Narvestad – foto